# فمی عزیز
فمی عزیز (انگلیسی: Femi Azeez؛ زادهٔ ۵ ژوئن ۲۰۰۱) بازیکن فوتبال است.